# Dankowice Pierwsze
Dankowice Pierwsze (prononciation : [dankɔˈvit͡sɛ ˈpjɛrfʂɛ]) est une localité polonaise de la gmina de Krzepice, située dans le powiat de Kłobuck en voïvodie de Silésie.